# Ventura County Star
Le Ventura County Star (ou VC Star) est un quotidien américain publié dans la ville de Camarillo en Californie. Il couvre tout le comté de Ventura.